# Pic de Sharpe
Picus sharpei
Espèce
Statut de conservation UICN

 LC  : Préoccupation mineure

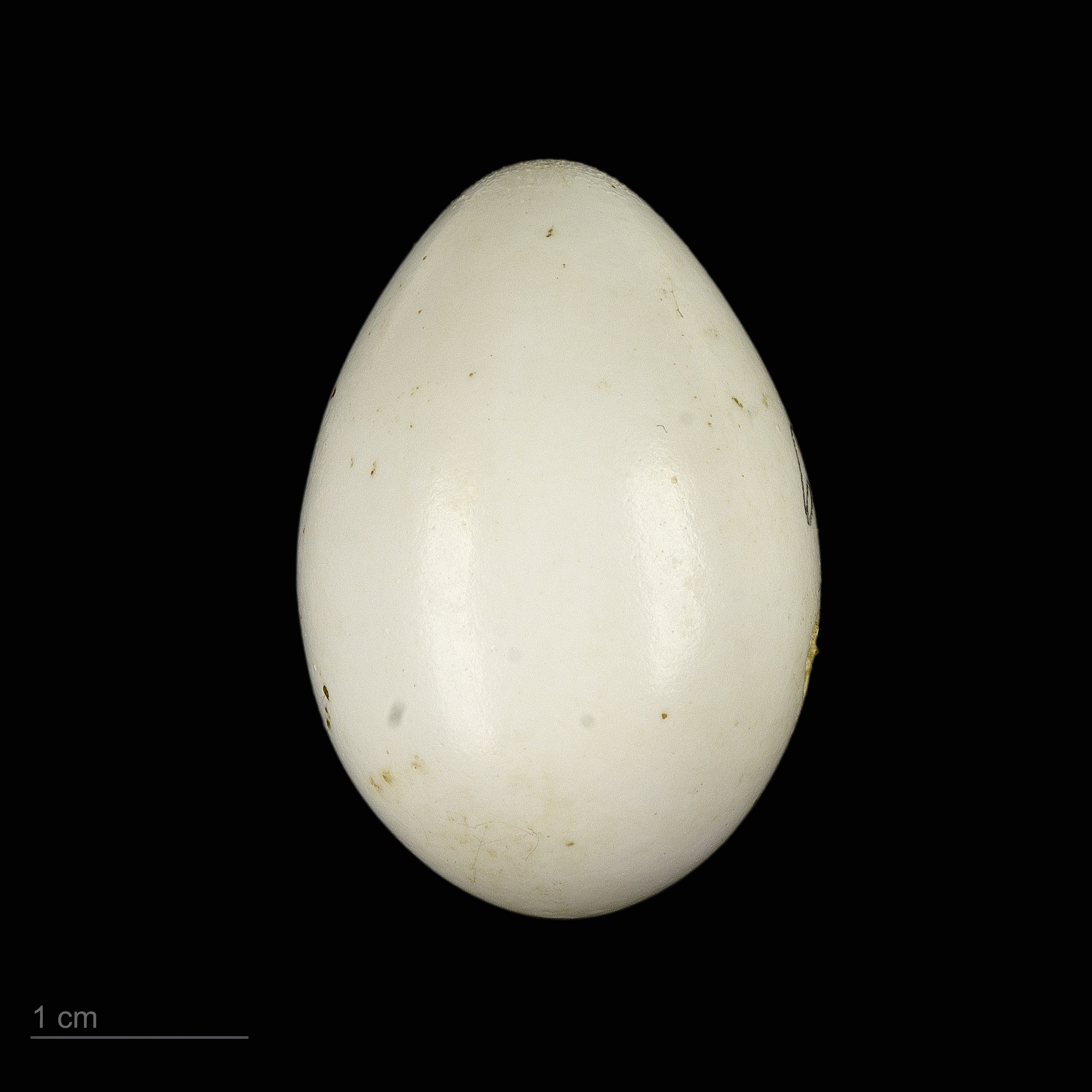
Œuf de Picus sharpei - Muséum de Toulouse

Le Pic de Sharpe (Picus sharpei), ou pic ibérique, est une espèce d'oiseaux de la famille des Picidae. Il a longtemps été considéré comme une sous-espèce du Pic vert (Picus viridis).

## Distribution

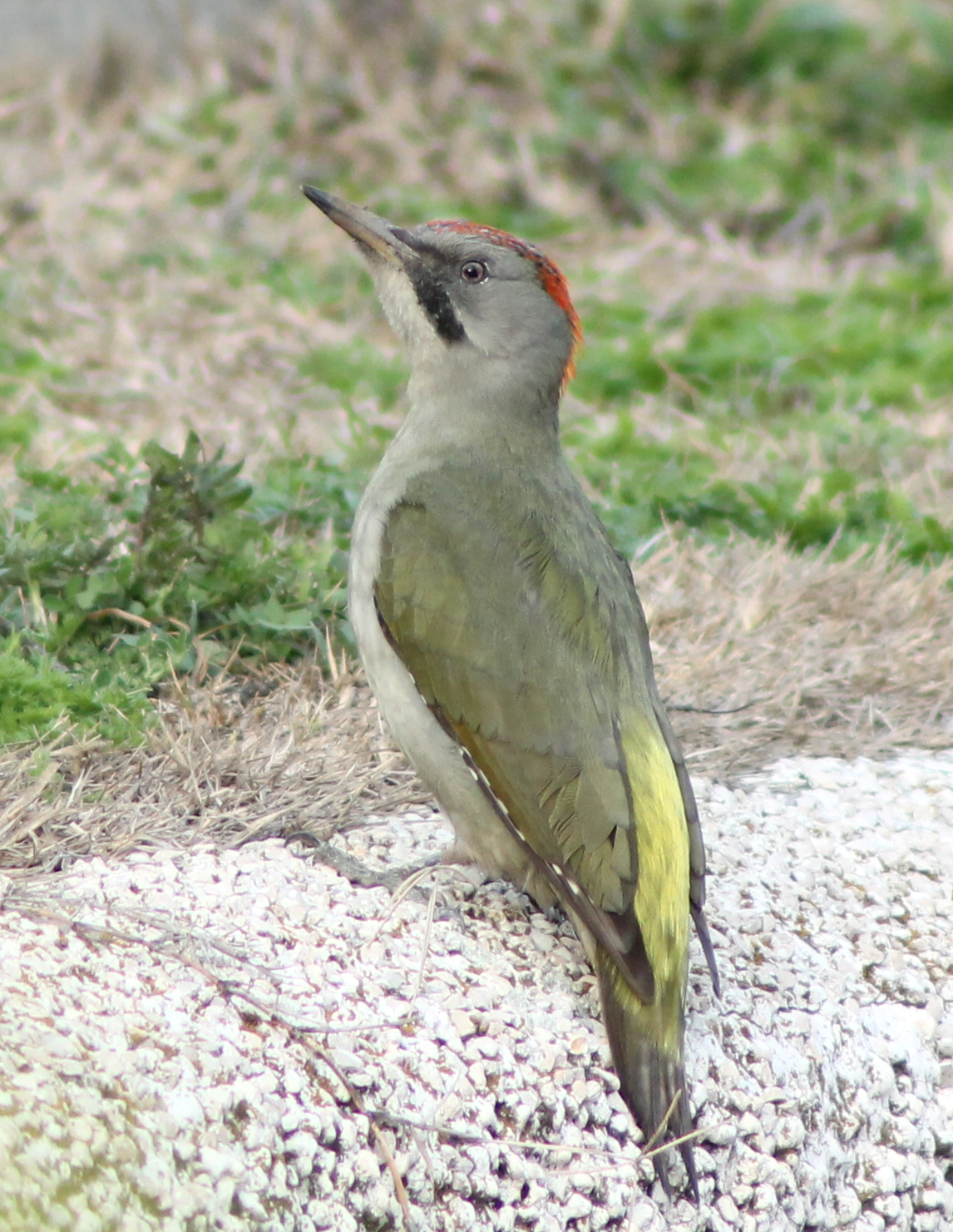
♀

Cet oiseau peuple les Pyrénées et la péninsule Ibérique. En France, l'espèce est présente depuis les Pyrénées-Orientales et l'Aude à l'est jusqu'aux Pyrénées-Atlantiques à l'ouest. Dans le nord de l'Aude et dans l'Hérault on rencontre des hybrides entre cette espèce et le pic vert.

## Description
Le pic de Sharpe se différencie du pic vert par l'absence de noir sur les joues et autour des yeux, et des sous-caudales non rayées.

## Taxinomie
Le pic de Sharpe a été décrit pour la première fois par Howard Sauders en 1872 qui l'avait nommé Gecinus sharpei. Ce choix était en l'honneur de son ami zoologue Richard Bowdler Sharpe. Cette espèce a longtemps été considérée comme une sous-espèce du Pic vert (Picus viridis). Suivant les travaux de Pons et al. (2011) et Perktas et al. (2011), le Congrès ornithologique international sépare Picus sharpei de Picus viridis et l'élève au rang d'espèce. Lorsque ces deux taxons étaient regroupés dans la même espèce, le pic de Sharpe était donc rangé sous le nom normalisé CINFO de Pic vert. L'espèce est monotypique, aucune sous-espèce n'est reconnue à ce jour.